# Iulian Popa
Iulian Popa (sinh ngày 20 tháng 7 năm 1984 ở Victoria, România) là một cầu thủ bóng đá người România thi đấu cho Hermannstadt ở vị trí tiền vệ tấn công.